# Vlag van Stavelot
De vlag van Stavelot is op onbekende datum bij raadsbesluit vastgesteld als de vlag van de Luikse gemeente Stavelot. De vlag kan als volgt worden beschreven:
Drie even lange banen van blauw, van wit en van geel.
Het lijkt erop dat de vlag de kleuren van het voormalige en moderne wapen van Stavelot gebruikt.